# HR 6819
HR 6819は、太陽系から見てぼうえんきょう座の方向約1,120光年の位置にある恒星系で5等星。2020年5月、「HR 6819星系にブラックホールが存在する」とする研究結果が発表され、太陽系に最も近いブラックホールの発見として話題となった。しかし、提唱者を含む研究チームから2022年3月にブラックホールの存在を否定する研究結果が発表されたことにより、2022年3月現在この星系にはブラックホールは存在していないものと考えられている。

## 特徴
B型のスペクトルを持つ巨星による連星系で、ガイア計画で観測された年周視差によると地球から約1,120光年の位置にある。この連星系は従来さそり-ケンタウルスOBアソシエーション (Sco-Cen, Sco OB2) のメンバーと考えられていたが、2010年代の研究では、現在たまたま近くに位置するだけで、Sco OB2の星々よりも古い星系であるとされている。

### ブラックホールの存在の可能性
2020年5月、この連星系にブラックホールが存在するというヨーロッパ南天天文台 (ESO) の研究結果が発表された。このブラックホールが実在すれば、既知のブラックホールで最も太陽系に近いとされていたいっかくじゅう座X-1（約3,500光年）よりもさらに太陽系に近く、また肉眼で観ることができる、すなわち視等級が6等より明るい恒星系で発見された初めてのブラックホールとなるため、話題となった。
この連星系は、B型巨星とブラックホールの連星の周囲を、古典的Be星が一定でない周期で公転するという、階層的な三重連星を成していると考えられた。中心の連星系は40日の周期で互いの共通重心を周っており、主星の質量は太陽の6.3倍、ブラックホールの質量は5.0倍と推定された。この連星系からは強いX線が観測されていないため、ブラックホールと主星との相互作用はほとんどなく、既知のブラックホールのような降着円盤が存在しないと考えられた。
しかしこの説に対しては、Be星と白色矮星の連星系、またはB型巨星とBe星の連星系など、ブラックホールの存在を仮定しなくても説明できるとする反論も出された。

## 名称
HR 6819 は、輝星星表での名称で、ヘンリー・ドレイパー・カタログではHD 167128、変光星としてはぼうえんきょう座QV星と命名されている。